# Typhon Nakri (2008)
Pour les articles homonymes, voir Cyclone tropical Nakri.
Le typhon Nakri est la sixième tempête tropicale de la saison cyclonique 2008 pour le bassin du Pacifique nord-ouest. Le système s'est formé le 26 mai, est devenu un typhon le 29 mai et s'est dissipé le 3 juin. Le nom Nakri a été soumis par le Cambodge dans la liste des noms pour typhons et représente une fleur de ce pays. Le service météorologique des Philippines a donné quant à lui le nom de Enteng à ce typhon. Ce système est toujours resté en mer et n'a fait aucun dommages.

## Évolution météorologique
Venant d'une perturbation tropicale au sud de Guam, l'agence météorologique du Japon (JMA) la classa comme un faible dépression tropicale le 26 mai 2008 à 13 heures TU, soit tôt après minuit le 27 en temps local,. Le Joint Typhoon Warning Center (JTWC) américain a également commencé à la suivre et tôt le 27 mai, il a envoyé son premier avertissement pour une dépression tropicale.
Quelques heures plus tard, le JMA reclassa cette dépression en tempête tropicale Nakri et tôt le 28 mai, en tempête tropicale sévère,. Douze heures plus tard, c'était au tour du JTWC de donner un nom au système, Typhon 06W. Nakri augmenta rapidement d'intensité jusqu'au 29 mai quand il a atteint la force équivalente à la catégorie 4 de l'échelle de Saffir-Simpson. L'Administration des services atmosphériques, géophysiques et astronomiques des Philippines (PAGASA) a émis à son tour un avertissement à propos de ce système tôt le 30 mai et le nomma Enteng.
Le 31 mai, Nakri/Enteng commença à faiblir en se dirigeant vers le nord. Le lendemain, Nakri reprit un peu de force mais effectua bientôt une transition vers un cyclone extratropical le 2 juin,. Le JMA et le JWTC cessèrent leurs avis le 3 juin,.